# Alta Sierra
Alta Sierra – miejscowość spisowa w hrabstwie Nevada, w Kalifornii (Stany Zjednoczone).